# Southwest Harbor
Southwest Harbor ist eine Town im Hancock County des Bundesstaates Maine in den Vereinigten Staaten. Im Jahr 2020 lebten dort 1756 Einwohner in 1497 Haushalten auf einer Fläche von 58,77 km².

## Geografie
Nach dem United States Census Bureau hat Southwest Harbor eine Gesamtfläche von 58,77 km², von denen 34,99 km² Land sind und 23,78 km² aus Gewässern bestehen.

### Geografische Lage
Southwest Harbor liegt auf der Insel Mount Desert Island in der Penobscot Bay vor der Küste Mains im Atlantischen Ozean, zentral im Süden des Hancock Countys. Es nimmt den südwestlichen Teil der Insel ein. Der größte See auf dem Gebiet der Town ist der Long Pond. Der Somes Sound erstreckt sich im Osten von Southwest Harbor. Die Oberfläche im Norden der Town ist hügelig und die höchste Erhebung ist der 326 m hohe Bernard Mountain.  Ein großer Teil des Gebietes wird vom Acadia-Nationalpark eingenommen. Zum Gebiet der Town gehören mehrere Inseln. Die bekannteste ist Greening Island.

### Nachbargemeinden
Alle Entfernungen sind als Luftlinien zwischen den offiziellen Koordinaten der Orte aus der Volkszählung 2010 angegeben.
- Norden: Mount Desert, 3,7 km
- Osten: Cranberry Isles, 9,4 km
- Süden: Frenchboro, 8,4 km
- Westen: Tremont, 16,2 km

### Stadtgliederung
In Southwest Harbor gibt es mehrere Siedlungsgebiete: Manset, Seawall, Southwest Harbor und Wonderland.

### Klima
Die mittlere Durchschnittstemperatur in Southwest Harbor liegt zwischen −6,1 °C (21° Fahrenheit) im Januar und 20,6 °C (69° Fahrenheit) im Juli. Damit ist der Ort gegenüber dem langjährigen Mittel der USA um etwa 6 Grad kühler. Die Schneefälle zwischen Oktober und Mai liegen mit bis zu zweieinhalb Metern mehr als doppelt so hoch wie die mittlere Schneehöhe in den USA; die tägliche Sonnenscheindauer liegt am unteren Rand des Wertespektrums der USA.

## Geschichte
Die Siedlungsgeschichte der Insel Mount Desert Island begann im Jahr 1604 durch Pierre Dugua de Mons. Im Jahr 1688 gab Ludwig XIV. die Insel Mount Desert als Grant mit weiteren Gebieten an Antoine de la Motte Cadillac. Laumet war Offizier in seinen Diensten, später Gouverneur von Louisiana. Cadillac konnte sich nicht auf dem Land behaupten und verließ es im Jahr 1713. Seine Nachfahrin Madame de Gregoire beanspruchte das Land im Jahr 1785 vor dem General Court of Massachusetts. Dieser bestätigte den Anspruch jedoch abzüglich des Landes, welches durch Siedler aktuell besiedelt war.
Fernalds Point am Somes Sound in der Nähe der nördlichen Grenze der Town dürfte der Standort des einstigen „St. Sauveur“, einer Siedlung, die durch Madame de Guercheville im Jahr 1613 gegründet wurde, sein. Eine Muschelansammlung in der Nähe dürfte zudem Hinweis auf eine indianische Siedlung sein.
Southwest Harbor wurde am 21. Februar 1905 aus dem Gebiet der Town Tremont als eigenständige Town organisiert. Der Name leitet sich vom gegenüberliegenden Hafen in Mount Desert, Northeast Harbor ab. Zunächst wurde die günstige Lage am Somes Sound von Fischern genutzt. Die Fischerei war der wesentliche Wirtschaftsfaktor von Southwest Harbor. Als sich die Town Tremont zunächst unter dem Namen Mansel 1848 von der Town Mount Desert trennte, gehörte auch das Gebiet von Southwest Harbor zu dieser neuen Town. Zur Abspaltung und eigenständigen Organisation kam es 1905, aufgrund von Streitigkeiten über eine neue Schule.
Mount Desert Island mit seinen Towns entwickelte sich zum Ende des 19. und zu Beginn des 20. Jahrhunderts zu einem beliebten Ferienort. Reiche amerikanische Familien wie die Rockefellers und die Astors besaßen hier Ferienhäuser.

### Einwohnerentwicklung
| Volkszählungsergebnisse – Town of Southwest Harbor, Maine | Volkszählungsergebnisse – Town of Southwest Harbor, Maine | Volkszählungsergebnisse – Town of Southwest Harbor, Maine | Volkszählungsergebnisse – Town of Southwest Harbor, Maine | Volkszählungsergebnisse – Town of Southwest Harbor, Maine | Volkszählungsergebnisse – Town of Southwest Harbor, Maine | Volkszählungsergebnisse – Town of Southwest Harbor, Maine | Volkszählungsergebnisse – Town of Southwest Harbor, Maine | Volkszählungsergebnisse – Town of Southwest Harbor, Maine | Volkszählungsergebnisse – Town of Southwest Harbor, Maine | Volkszählungsergebnisse – Town of Southwest Harbor, Maine |
| Jahr                                                      | 1900                                                      | 1910                                                      | 1920                                                      | 1930                                                      | 1940                                                      | 1950                                                      | 1960                                                      | 1970                                                      | 1980                                                      | 1990                                                      |
| --------------------------------------------------------- | --------------------------------------------------------- | --------------------------------------------------------- | --------------------------------------------------------- | --------------------------------------------------------- | --------------------------------------------------------- | --------------------------------------------------------- | --------------------------------------------------------- | --------------------------------------------------------- | --------------------------------------------------------- | --------------------------------------------------------- |
| Einwohner                                                 |                                                           | 888                                                       | 824                                                       | 888                                                       | 1260                                                      | 1534                                                      | 1480                                                      | 1657                                                      | 1855                                                      | 1952                                                      |
| Jahr                                                      | 2000                                                      | 2010                                                      | 2020                                                      | 2030                                                      | 2040                                                      | 2050                                                      | 2060                                                      | 2070                                                      | 2080                                                      | 2090                                                      |
| Einwohner                                                 | 1966                                                      | 1764                                                      | 1756                                                      |                                                           |                                                           |                                                           |                                                           |                                                           |                                                           |                                                           |

## Kultur und Sehenswürdigkeiten

### Bauwerke
In Southwest Harbor wurden eine historische Stätte und mehrere Gebäude unter Denkmalschutz gestellt und ins National Register of Historic Places aufgenommen.
Historische Stätte
- Fernald Point Prehistoric Sitet, aufgenommen 1978, Register-Nr. 78000164

Gebäude
- Claremont Hotel, aufgenommen 1978, Register-Nr. 78000162
- Edgecliff, aufgenommen 2013, Register-Nr. 13000835
- Raventhorp, aufgenommen 1988, Register-Nr. 87002195
- Seawall Campground, aufgenommen 2007, Register-Nr. 07000613

## Wirtschaft und Infrastruktur

### Verkehr
Die Maine State Route 102 verläuft von Bar Harbor ausgehend in südlicher Richtung durch Southwest Harbor.

### Öffentliche Einrichtungen
Es gibt mehrere medizinische Einrichtungen und Krankenhäuser in Bar Harbor und Ellsworth.
In Southwest Harbor befindet sich die Southwest Harbor Public Library. Das Gebäude der Bücherei wurde 1895 errichtet, die Bücherei bereits 1884 gegründet, als Annie Sawyer Downs einige alte Bücher aus den Sommerunterkünften der Feriengäste nahm und diese auf ein Regal in der Drogerie von Dr. R. J. Lemont auslegte.

### Bildung
Für die Schulbildung in Southwest Harbor ist das Southwest Harbor School Department zuständig, zusätzlich gehört Southwest Harbor zum Mt Desert CSD und mit Bar Harbor, Bass Harbor, Cranberry Isles, Deer Isle, Frenchboro, Mount Desert, Swan’s Island und Trenton zum Mount Desert Island Regional School System – AOS 91.
In Southwest Harbor gibt es die Pemetic Elementary School mit Schulklassen vom Kindergarten bis 8. Schuljahr.